# Somasteroïdeus
Els somasteroïdeus (Somasteroidea) són una classe d'equinoderms fòssils del subembrancament Asterozoa, similars a les estrelles del mar. Depenent de la classificació, es tracta d'un grup paleozoic extint (hipòtesi defensada per les publicacions més recents), o una classe que només conté una espècie actual (hipòtesi obsoleta per les dades genètiques modernes).

## Característiques
Els somasteroïdeus semblen estrelles de mar molt aplanades (amb braços més o menys desenvolupats) i força rígides. Aquests animals probablement estaven adaptats a consumir detritus a la superfície del sediment en lloc de a la depredació activa (a diferència de les estrelles de mar actuals). Aquest grup es distingeix en particular pel seu esquelet altament desenvolupat, format per una xarxa d'ossicles units pel teixit connectiu.

## Registre fòssil
Aquest grup sembla haver tingut una existència relativament curta, apareixent a l'inici de l'Ordovicià (Tremadocià, fa 510-493 milions d'anys, just abans que els altres dos grups d'Asterozoa) i s'extingiren al final del Devonià.

## Taxonomia
Segons BioLib, els somasteroïdeus inclouen cinc gèneres en dues famílies:
- Família Archegonasteridae Spencer, 1951 †
  - Gènere Archegonaster Jaekel, 1923 †
- Família Chinianasteridae Spencer, 1951 †
  - Gènere Chinianaster Thoral, 1935 †
  - Gènere Ophioxenikos Blake & Guensburg, 1993 †
  - Gènere Thoralaster Shackleton, 2005 †
  - Gènere Villebrunaster Spencer, 1951 †